# Copa Rubro-Verde
De Copa Rubro-Verde is een Braziliaanse voetbalcompetitie die werd ingericht door oud-voetballer Zé Roberto en werd gespeeld door de vier grootste clubs van het land die de naam Portuguesa dragen. In de tweede editie in 2019 werd ook het Portugese team Marítimo uitgenodigd.

## Titels per team
| Club          | Stad           | Titels | Seizoenen  |
| ------------- | -------------- | ------ | ---------- |
| Portuguesa-RJ | Rio de Janeiro | 2      | 2018, 2019 |

## Overzicht
| Jaar         | Finales       | Finales            | Finales       | Halvefinalisten     | Halvefinalisten        | Halvefinalisten |
| Jaar         | Kampioen      | Score              | Vicekampioen  | Halvefinalisten     | Halvefinalisten        | Halvefinalisten |
| ------------ | ------------- | ------------------ | ------------- | ------------------- | ---------------------- | --------------- |
| 2018 Details | Portuguesa-RJ | 0 – 0 (3 - 1 n.p.) | Portuguesa-SP | Portuguesa Santista | Portuguesa Londrinense |                 |
| 2019 Details | Portuguesa-RJ | 3 – 0              | Marítimo      | Portuguesa Santista | Portuguesa-SP          |                 |